# Sabljak Selo
Sabljak Selo – wieś w Chorwacji, w żupanii karlowackiej, w mieście Ogulin. W 2011 roku liczyła 254 mieszkańców.